# Orao (računalo)
Orao je bila obitelj 8-bitnih kućnih mikroračunala koje je konstruirala i proizvodila hrvatska tvrtka PEL Varaždin, dok je marketing i prodaju vršila hrvatska tvrtka Velebit Informatika. Orao je bilo standardno računalo u osnovnim školama u Hrvatskoj između 1985. i 1991.

## Povijest
Glavni konstruktor Orla bio je Miroslav Kocijan, koji je prije ovog računala konstruirao osnovnu matičnu ploču za Galeb, radnog imena YU101. Galeb je bio nadahnut računalima Compukit UK 101, Ohio Scientific Superboard i Ohio Scientific Superboard II koja su se pojavila u Ujedinjenom Kraljevstvu i u SAD-u 1979. i koja su bila jeftinija nego Apple II, Commodore PET ili TRS-80. Zato je ime bilo YU101, kao pandan UK 101. Potaknut izazovom Ante Lauca, Miroslav Kocijan je počeo razvijati računalo koje je trebalo biti naprednije od Galeba s manje komponenti, jednostavnije za proizvodnju, boljim grafičkim performansama te prihvatljivom cijenom. Radni naziv novog projekta bio je YU102. 

### Odabir mikroprocesora
Kao osnovni procesor zadržao je poznati mikroprocesor MOS Technology 6502 te ostala svojstva kućnih računala: ugrađeni BASIC i monitor. Izborom mikroprocesora MOS6502 arhitektura Orla je bila ograničena brzinom i memorijom, no dobilo se na cijeni jer ovaj mikroprocesor je bio dostupan i jeftin. Inače YU102 je prvotno bio zamišljen da koristi noviji i bolji mikroprocesor Motorola 6809 (ovaj procesor koristio je velško računalo Dragon 32 i Dragon 64), no zbog cijene ova ideja je bila odbačena.  

### Projektni tim
Miroslav Kocijan uspio je skupiti oko sebe grupu ljudi koji su pomogli u razvijanju elektronskih komponenti i softvera. Kocijan je imao zamisao komercijalizirati Orla, te je uspio uvjeriti Rajka Ivanušića, direktora PEL-a, da podrži tu zamisao. Ovo je bila dobra ideja jer u ranim 1980-tim u svijetu započela je konjukcija na tržištu mikroračunala. Zbog velike potražnje te mladog i nerazvijenog tržišta mnoge tvrtke vidjele su priliku i zato je između ranih 1980-tih do ranih 1990-tih postojalo mnogo različitih modela. Na tržištu bivše Jugoslavije gdje je nabava kućnih računala bila onemogućena zbog visokih carina te zbog niske platežne moći građana, a školama nabava računala bila nedostižna, ideja o masovnoj proizvodnji kućnog računala imala je smisla. 

### Tržišna konkurencija
Na jugoslavenskom tržištu postojalo je nekoliko kućnih računala domaće proizvodnje krajem 1984. i početkom 1985.: srpsko računalo Galaksija koje je bilo dostupno u kit verziji; kupac je trebao sam zalemiti sve komponente i napraviti svoje kućište, Pecom 32 (Srbija), Iskra Partner (Slovenija), Gorenje Dialog (Slovenija). Krajem 1984. na tržištu su počeli izlaziti prvi računalni časopisi: Moj mikro (Slovenija), Računari u vašoj kući (Srbija, prvi broj je sadržavao planove za Galaksiju), te Mr Revija za mala računala (Hrvatska).  Inače prvo jugoslavensko kućno računalo bio je Ivel Ultra, a njegovim stopama je slijedio Galeb, koji se proizveo u 250 primjeraka, kao prethodnica serijske proizvodnje Orla koja je započela krajem ljeta 1984.

### Serijska proizvodnja i cijena
Cijena Orla MR102 bila je bila zamišljena oko 55.000 dinara, no cijena je porasla na 80.000 dinara prilikom izlaska na tržište. Kako su jedine uvozne komponente bili integrirani krugovi koje je bilo teško nabaviti u Jugoslaviji zbog restriktivne monetarne politike tadašnje države, PEL Varaždin je zaradom od prodaje pletenih košara na stranim tržištima financirao uvoz ovih komponenti po veleprodajnim cijenama, što je omogućavalo jeftiniji finalni proizvod.  Problemi su postojali u serijskoj proizvodnji i najviše problema bili su u kvaliteti izrade kućišta, tipkovnice, te problemi oko izvora napajanja (pretjerano zagrijavanje). 

### Nedostatak softvera
S obzirom na to da Orao nije bio kompatibilan ni s jednim kućnim računalom tog vremena, softver je bio deficitaran jer tada nije postojalo dovoljno sofverskih tvrtki ni pojedinaca koju su radili softver za Orao.

## Arhitektura
Arhitektura Orla MR102 bila je zasnovana na sljedećim komponentama: mikroprocesor MOS 6502, ugrađeni BASIC i monitor, malu osnovnu memoriju u Orlu 16K, RS-232 međuspojnik, crno-bijelu grafiku, rubni spojnik za proširenje. Grafiku je kontrolirao posebni hardverski sklop, a ne glavni mikroprocesor kao što je to bio slučaj kod mnogih kućnih računala, jer Kocijanova namjera bila je stvoriti grafičko računalo slično Xerox Altu ili Apple Macintoshu, tj. koristio je bitmapnu grafiku.  Kod bitmapne grafike svaka upaljena točkica je predstavljena jednim bitom, tako da grafička rezolucija od 256x256 točkica - 65,636 bita odnosno ili 8K, ako je grafika samo crno bijela. Nadalje, rezolucija 256x256 bila je izabrana radi ostvarivanja kockastih točkica, što je omogućavalo lako pisanje grafičkih programa. Rezolucija teksta je 32x32 i svaki je znak bio ispisan u polju 8x8, no zapravo znakovi su bili napisani u formatu 7x5. Konstruktori Orla otišli su korak dalje u svojim nastojanjima da stvore računalo koje se moglo puno lakše proširiti, priključiti na pisač te povezati s vanjskim svijetom sa serijskim međuspojem RS-232.

### Memorijska mapa
- 0000 - 00FF - Zero page, nulta stranica   (256 byte)
- 0100 - 01FF - Stack, stog   (256 byte)
- 0200 - 03FF - područje za sistem   (512 byte)
- 0400 - 5FFF - korisnički RAM (23K)
- 6000 - 7FFF - video RAM (8K)
- 8000 - 9FFF - sistemske lokacije (8K)
- A000 - AFFF - proširenje (1K)
- B000 - BFFF - DOS (1K)
- C000 - DFFF - BASIC ROM  (8K)
- E000 - FFFF - sistemski ROM (8K)

## Kontrolne tipke
- CTRL+L brisanje ekrana
- CTRL+G zvučni signal "beep"
- CTRL+F briše tekst od kursora do kraja ekrana
- CTRL+H pomiče kursor za jednu kolonu u lijevo
- CTRL+K pomiče kursor za jedan red gore
- CTRL+I pomiče kursor za jednu kolonu u desno
- CTRL+J pomiče kursor za jedan red dolje
- CTRL+V uključuje/isključuje zvučnu signalizaciju pritiska tipke
- CTRL+E briše tekst od kursora do kraja linije
- CTRL+B uključuje pisač
- CTRL+U isključuje pisač
- CTRL+D postavlja kursor na početak ekrana "Home"
- CTRL+M postavlja kursor na početak reda
- CTRL+C prekid izvođenja programa "Break"
- PF1 mala/velika slova
- PF2 pokretanje pisača
- PF3 ispis znakova inverzno
- PF4  "COPY" tipka

## Modeli
U reklami koja se pojavila u Svetu kompjutera u listopadu 1984. godine, Orao MR102 imao je sljedeća tehnička svojstva koja su bila drugačija nego od Orla koji je ušao u serijsku proizvodnju:
- Mikroprocesor:  MOS Technology 6502
- Takt: 1MHz
- Memorija: 8-32kB RAM
- Zaslon: 
  - bitmapna grafika u 256x128 točaka (monokromna)
  - tekst 32x16
- Zvuk: 1 kanal 5 oktava, kroz ugrađeni zvučnik
- Tipkovnica: QWERTZ - ukupno 55 tipki
- Programski jezici: ugrađeni Orao Basic, Monitor te Assembler i Disassembler za 6502
- Ulazno/izlazni međusklopovi: kasetofon DIN-5, izlaz za televiziju, kompozitni izlaz, tipka za RESET, RS-232 DIN-5, rubni izlaz za proširenje
- Programska podrška: BASIC, Mini-Pascal, Assembler, Monitor

Orao MR102 - serijska proizvodnja
- Mikroprocesor:  MOS Technology 6502
- Takt: 1MHz
- Memorija: 16kB RAM (proširivo do 32kB dodavanjem memorijskih kola u prazna podnožja na matičnoj ploči), 16kB ROM
- Zaslon: cjelovito grafički stroj, a tekst mod je emuliran u firmwareu.
  - bitmapna grafika u 256x256 točaka (monokromna)
  - tekst 32x32 (emuliran)
- Zvuk: 1 kanal 5 oktava, kroz ugrađeni zvučnik
- Tipkovnica: QWERTZ - ukupno 61 tipka (od kojih su 4 funkcijske tipke + 4 tipke za smjer)
- Programski jezici: ugrađeni Orao Basic v 1.2, Monitor te Assembler i Disassembler za 6502
- Ulazno/izlazni međusklopovi: kasetofon DIN-5, izlaz za televiziju, kompozitni izlaz, tipka za RESET, RS-232 DIN-5, rubni izlaz za proširenje
- Dimenzije: 420x230x70mm
- Napajanje: 9V - 5V stabilizirano, 600mA
- Brzina prijenosa na kasetofonu: od 300 do 9600 bauda
- Uz Orla bila je distribuirana je i kazeta s programima. Na kazeti je bilo nekoliko videoigri: Jamb, Strip poker, Simulator leta, Space Invaders, Breakout (Arkanoid), igra asocijacije, te još nekoliko demoprograma

Orao 32 i Orao 32K
- tvornička proširena RAM na 32 kB

## Vanjske jedinice i produžetci
- PEL-EXT-02 jednostrana disketna jedinica 5 1/4" (100 kB po stranici diska)
- pisač s RS-232 međuspojnikom PEL P-40 ili PEL P-80
- Kasetofon: DIN-5 priključak (raspored iglica: 1. ulaz u kasetofon (MIC), 2. GND (masa) 3. izlaz u kasetofon (PHONO), 4. i 5. nisu spojeni)
- Zaslon PEL c/b 12"
- Prošireni basic (1986.), kit s 2 x 8 kB ROM u koji je koštao 7.000 dinara, ako bi se orignalni romovi poslali nazad u PEL. S proširenim BASIC-om dodane su sljedeće naredbe: OPENW, CLOSEW, OPENG, CLOSEG, LETTER, SMOVE, MOVE, DRAW, MODE, PLOT, CIR, RATE, PTR, PDL, CHAR, SOUND, CUR, VDU, EXIT. S novim ROMovima kupci su dobili novu knjigu s uputstvima za nove naredbe, te kasetu s programom Convert, za prevođenje programa napisani u Orao Basic v1.2 u prošireni BASIC.

## Konstruktorski tim
Miroslav Kocijan je osmislio originalnu konstrukciju.

## Upotreba
Orao je bilo standardno računalo u osnovnim školama u Hrvatskoj između 1985. i 1991., i računalo koje je bilo u mnogim amaterskim radio klubovima diljem Hrvatske. Kao kućno računalo nije bilo toliko rasprostranjeno zbog nedostatka programske podrške.

## Softver
| Ime Igre             | Autor/Izdavač           |
| -------------------- | ----------------------- |
| Ajnc                 | PEL Soft                |
| Avion                | Emil Herceg / Igor Kos  |
| Boulder Dash         | N.Mihailović / M.Đapjas |
| Breakout             | Stan Rimox Software     |
| Brojke               |                         |
| Crvič                | PEL Soft                |
| Eagle                | KMI Borovo              |
| Figure Chess         | KMI Borovo              |
| Internacional Karate | KMI Borovo              |
| Jugador              | Mario Vuletić           |
| Jumping Jack         | KMI Borovo              |
| Kuki                 | KMI Borovo              |
| Labirint             | Bibi Soft               |
| Labirint M           |                         |
| Magični Kvadrat      | Ranogajec / Korpar      |
| Manic Miner          | Nenad Mihailović        |
| Match Fishing        | KMI Borovo              |
| Memo                 | PEL Soft                |
| Nevidljivi           | Suzy Soft               |
| Obelix               | KMI Borovo              |
| Othello              | Saša Ivković            |
| Pac-Man              | Saša Ivković            |
| Pomorska Bitka       |                         |
| Pčelica Maja         |                         |
| Reversi              |                         |
| Sokoban              | J.P.                    |
| Space Invaders       | PEL Soft                |
| Strip Ajnc           | Ž.Bistrović             |
| Strip Game Ainc      | KMI Borovo              |
| Ukleti Dvorac        |                         |
| Zid                  | PEL Soft                |

## Zanimljivosti
Računalo se nakon uključivanja ili resetiranja budilo u monitoru, iz kojeg se u Basic prelazilo na dva načina: 
- naredba BC je pokretala Basic i brisala RAM memoriju, od engleskog Basic Cold start;
- naredba BW je pokretala Basic bez brisanja RAM memorije, od engleskog Basic Warm start, u kojem slučaju je korisnik nakon resetiranja računala mogao 
nastaviti raditi na programu koji je već bio u memoriji.

## Knjige i priručnici
- Damir Muraja, Orao: uvod u rad i programiranje, Narodna tehnika Hrvatske, Zagreb, 1988.
- Ivan Pongračić, Branko Zebec,  Mikroračunalo Orao 102: priručnik,  Velebit OOUR Informatika – PEL OOUR Elektronika, Zagreb, 1985.

## Galerija
- Space Invaders inačica za Orao
- Space Invaders inačica za Orao

## Retro scena i emulatori
Oko Orla postoji mala retro scena, postoji nekoliko emulatora i dva novo konstruirana računala: Orao 2007 i Orao 2008. Računalo Orao 2007 izradili su dvojac: Josip Perušanec i Zoran Tomiša koji su prvo rekonstruirali elektroničku schemu koristeći origninalno računalo. Schemu su načinili koristeći CAD program za konstruiranje elektroničkih krugova, prema njihovim izjavama nakon što su pokrenuli funkciju optimizacije da program nije pronašao mogućnost poboljšavanja. Nakon rekonstrukcije elektroničke scheme, Josip Perušanec i Zoran Tomiša napravili su kopiju Orla koristeći neke od novijih komponenti, radi uštede na prostoru i na poslu. Josip Perušanec otišao je jedan korak dalje s računalom Orao 2008, koji ima proširene sposobnosti kao: muzički integrirani krug SID 6581 (koji je bio na računalu Commodore 64), generatorom prekida, integrirani krug za grafiku TMS9918A, i IDE poveznikom. Svojim radom na retro Orlu Josip Perušanec je razvio emulator za orla za računala s Windows operacijskim sustavom, i razvio je niz alata za rad. Za ovu inačicu orlovog emulatora također je dostupan izvorni kod. Za Orao MR102 također postoji emulator koji radi preko emulatora sa SAM Coupé, što omogućava korisnicima emulaciju Orla na drugim operacijskim sustavima kao Linux ili Mac OS X ako prvo koriste simulator SAM Coupé. Treći emulator za Orla je razvijen u jeziku C# i samo radi na Windows operacijskom sustavu. Noviji emulator je za Android i razvijen u C#/Xamarin, dok je najnoviji emulator od istog autora razvijen u Blazor/C# i radi na modernim browserima kao standardni web sajt ili kao progresivna web aplikacija koja moze raditi i offline.

## Vanjske poveznice
- Orao na Old-Computers  Arhivirana inačica izvorne stranice od 19. studenoga 2004. (Wayback Machine)
- Emulator  Arhivirana inačica izvorne stranice od 27. studenoga 2010. (Wayback Machine)
- Zbirka igara i programa  Arhivirana inačica izvorne stranice od 6. prosinca 2010. (Wayback Machine)
- Zbirka alata  Arhivirana inačica izvorne stranice od 6. prosinca 2010. (Wayback Machine)
- Shema Orla 2007  Arhivirana inačica izvorne stranice od 6. prosinca 2010. (Wayback Machine)
- Shema originalog Orla  Arhivirana inačica izvorne stranice od 7. ožujka 2016. (Wayback Machine)
- Emulator računala Orao napisan u C# 2.0
- Zbirka programa na ex-Yu Racunalniska Scena
- Emulator Orla na SAM Coupé
- Emulator SAM Coupé
- Emulator za Android
- Priručnik za mikroračunalo Orao MR102 (PDF inačica)  Arhivirana inačica izvorne stranice od 5. studenoga 2013. (Wayback Machine)
- Emulator u browseru kao standardni web sajt
- Emulator u browseru kao web aplikacija koja moze raditi i offline